# Pristimantis vinhai
Espèce
Synonymes
- Eleutherodactylus vinhai Bokermann, 1975
- Ischnocnema vinhai (Bokermann, 1975)

Statut de conservation UICN

 LC  : Préoccupation mineure
Pristimantis vinhai est une espèce d'amphibiens de la famille des Craugastoridae.

## Répartition
Cette espèce est endémique de l'État de Bahia au Brésil. Elle se rencontre sur la côte jusqu'à 800 m d'altitude dans la forêt atlantique.

## Étymologie
Cette espèce est nommée en l'honneur de Sergio G. da Vinha.

## Publication originale
- Bokermann, 1975 : Tres especies novas de Eleutherodactylus do sudeste da Bahia, Brasil (Anura, Leptodactylidae). Revista Brasileira de Biologia, vol. 34, no 1, p. 11-18.